# Berlínský sportovní palác
Berlínský sportovní palác (německy Berliner Sportpalast) byl víceúčelovou sportovní halou, která se nacházela v berlínské čtvrti Schöneberg. Slavnostně byl otevřen v roce 1910 a zbourán roku 1973. Mohl pojmout až 10 tisíc lidí.

## Historie
Palác vznikl podle návrhu architekta Hermanna Dernburga. Aréna měla zprvu sloužit především jako hala pro zimní sporty. Po jejím otevření zde vznikla nejdelší krytá ledová dráha svého druhu na světě. Postupem času se de konaly i zápasy v boxu a v dobách existence Výmarské republiky také politické projevy. Střídali se zde sociální demokraté, komunisté a další politické strany, včetně nacistů.  
Roku 1937 zde byl uskutečněn pokus o atentát na Adolfa Hitlera. V roce 1943 přednesl Joseph Goebbels v paláci projev o vyhlášení totální války. 
Po skončení druhé světové války byl palác poničen. Až do roku 1953 zůstal beze střechy. Po rekonstrukci sloužil především jako místo, kde koncertovali zpěváci populární hudby. Na počátku 70. let se stal jeho provoz prodělečným, a tak padlo rozhodnutí o strhnutí arény.